# Vista Serrana
Vista Serrana is een gemeente in de Braziliaanse deelstaat Paraíba. De gemeente telt 3.364 inwoners (schatting 2009).
De gemeente grenst aan Paulista, São José de Espinharas, Malta en Condado.